# Душан Јевтовић (академски сликар)
Душан Јевтовић (Београд, 4. новембар 1951 — Београд, 23. август 2000) је био српски сликар и ванредни професор на Факултету ликовних уметности у Београду.

## Биографија
Рођен је 4. новембра 1951. године у Београду, где је завршио Факултет ликовних уметности у Београду 1981. године у класи професора Мирјане Михаћ. Посдипломске студије код истог професора завршио је 1983. године. Као асистент за предмете Сликање и Цртање радио је на ФЛУ од 1987. године у класи проф. Радомира Рељића, академика. Од 1994. године у звању доцента, а крајем деведесетих добио је звање ванредног професора.
Мада је ретко излагао, имао је више самосталних и заједничких изложби, као и учешћа на сликарским колонијама.
Са професором Ђуром Радловићем урадио је мозаик у капели Свете Петке на Калемегдану.
Умро је 23. августа 2000. године у Београду.